# Parolpium
Parolpium es un género de Pseudoscorpionida de la familia Olpiidae.

## Distribución
Las especie de este género habitan en África subsahariana, en Arabia e India.

## Lista de especies
Según Pseudoscorpions of the World 1.2 las siguientes especies pertenecen al género Parolpium:
- Parolpium gracile (Beier, 1930)
- Parolpium minor (Ellingsen, 1910)
- Parolpium pallidum Beier, 1967